# Baran (Distrikt)
Der Distrikt Baran (Hindi बाराँ जिला) ist ein Distrikt im indischen Bundesstaat Rajasthan.
Der Distrikt entstand am 10. April 1991 durch Abspaltung vom Distrikt Kota. Er liegt im äußersten Osten von Rajasthan. Ein Großteil des Gebiets war vor der indischen Unabhängigkeit 1947 Teil des Fürstenstaates Kota.
Die Distriktverwaltung befindet sich in der namensgebenden Stadt Baran.
Wichtige Flüsse im Distrikt sind Parbati und Kali Sindh.

## Bevölkerung
Die Einwohnerzahl lag beim Zensus 2011 bei 1.222.755, 10 Jahre zuvor betrug sie noch 1.021.653.
Das Geschlechterverhältnis lag bei 929 Frauen auf 1000 Männer.
Die Alphabetisierungsrate betrug 66,66 % (80,35 % bei Männern, 51,96 % bei Frauen).
92,69 % der Bevölkerung waren Anhänger des Hinduismus, 6,54 % Muslime.
Haupt-Dialekt ist Hadoti.

## Verwaltungsgliederung
Der Distrikt ist in 8 Tehsils gegliedert:
- Antah
- Atru
- Baran
- Chhabra
- Chhipabarod
- Kishanganj
- Mangrol
- Shahabad

Städte vom Status einer Municipality sind:
- Antah
- Baran
- Chhabra
- Mangrol